# Szürkülő tejelőgomba
A szürkülő tejelőgomba (Lactarius vietus) a galambgombafélék családjába tartozó, Eurázsiában és Észak-Amerikában honos, nyírfa alatt élő, nem ehető gombafaj. 

## Megjelenése
A szürkülő tejelőgomba kalapja 3-6 (10) cm széles, alakja kezdetben domború, majd laposan, végül bemélyedően vagy tölcséresen kiterül, közepén gyakran kis púppal. Széle fiatalon begöngyölt, idősen egyenes. Színe barnásszürke, hússzürkés, halvány húsbarnás, rózsás vagy ibolyás árnyalattal, sokszor halványan koncentrikusan zónázott a szélénél. Közepe gyakran sötétebb. Felszíne nedvesen kissé tapadós.
Húsa törékeny, színe fehéres; sérülésre bő, fehér tejnedvet ereszt, ami beszáradva szürkéssé vagy olívszürkéssé sötétedik. Szaga gyenge, húsa és tejnedve egyaránt nagyon csípős.  
Közepesen sűrű, keskeny, gyakran kettéágazó lemezei szélesen tönkhöz nőttek vagy kissé lefutók. Színük fehéres vagy krémokkeres, idősen szürkésbarnán foltosodnak.
Tönkje 3-8 cm magas és 0,5-1,5 cm vastag. Alakja hengeres, viszonylag karcsú, töve néha bunkósan megvastagodik. Színe krémszínű vagy szürkés, hússzürkés, a kalapnál világosabb; a tetején gyakran fehéres. Felszíne finoman ráncolt.  
Spórapora elefántcsontszínű vagy halvány krémszínű. Spórája széles elliptikus, felülete szemcsés-hálózatos, mérete 7,5-9 x 6,5-7,5 µm.

### Hasonló fajok
Az északi tejelőgomba, a zöldes tejelőgomba vagy a szagos tejelőgomba hasonlít hozzá. 

## Elterjedése és termőhelye
Eurázsiában és Észak-Amerikában honos. Magyarországon ritka. 
Szinte mindig nyír (ritkán tölgy) alatt található meg, többnyire nedves, savanyú talajon, lápokon, gyakran tőzegmoha között. Júliustól októberig terem. 

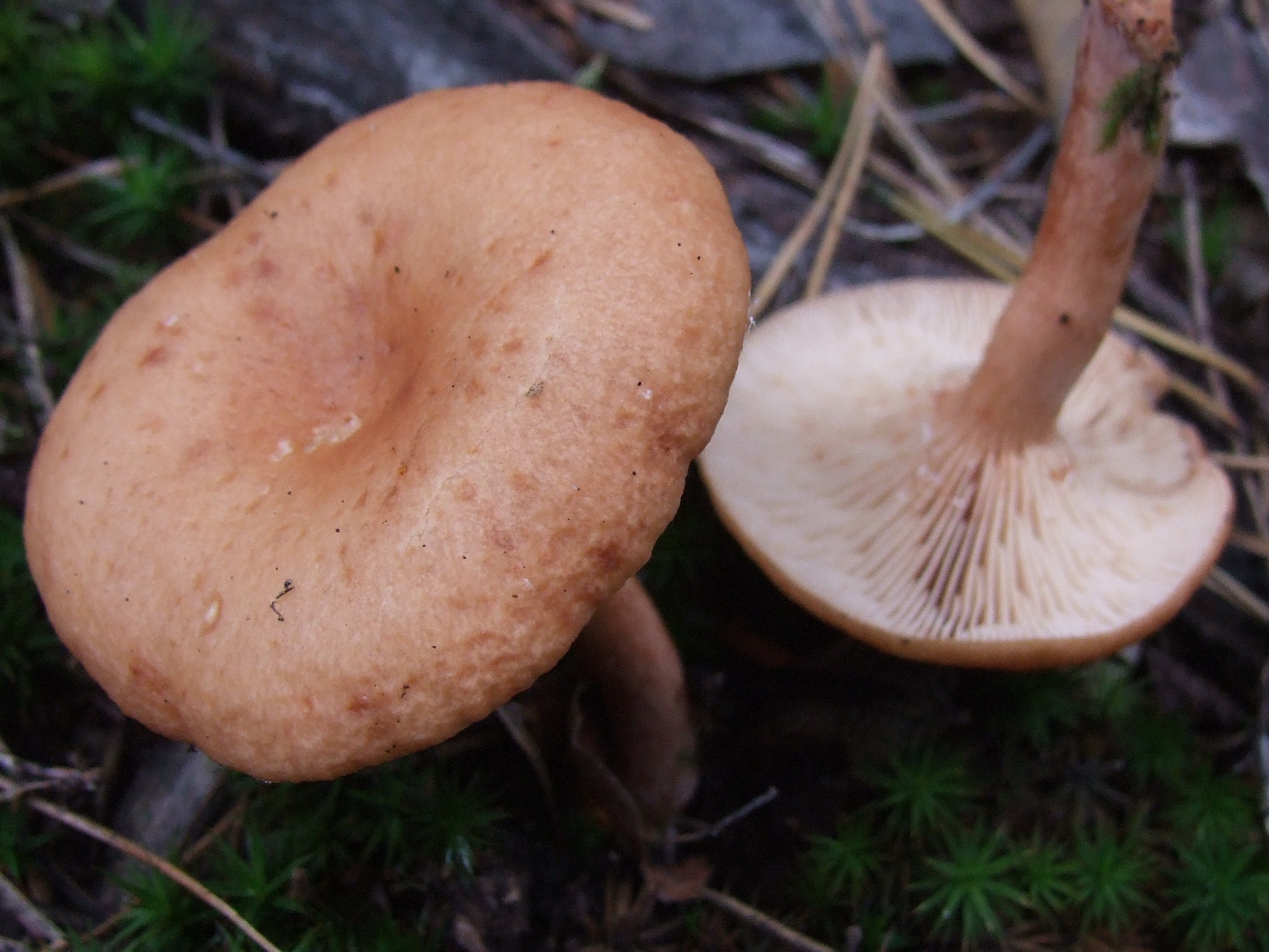
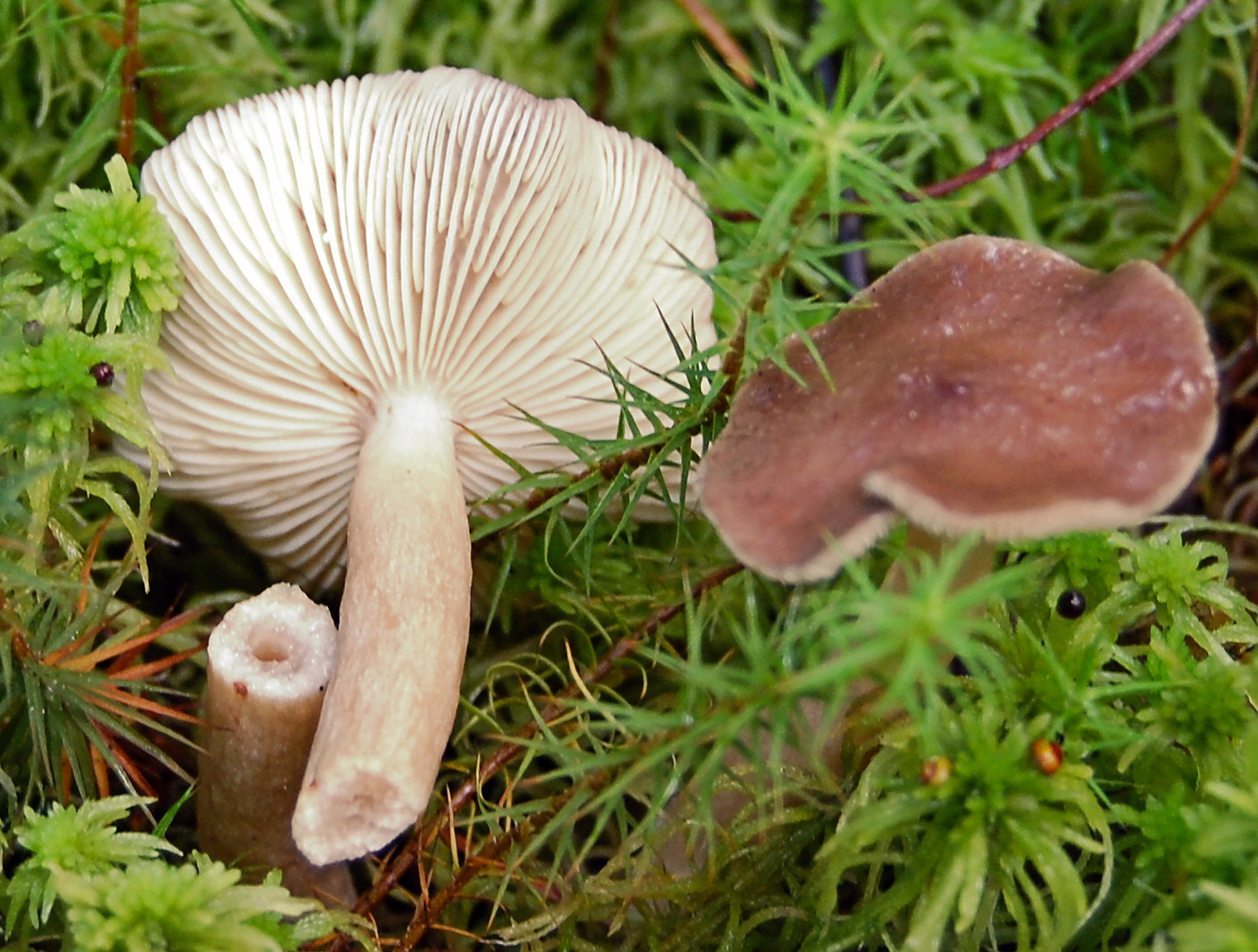
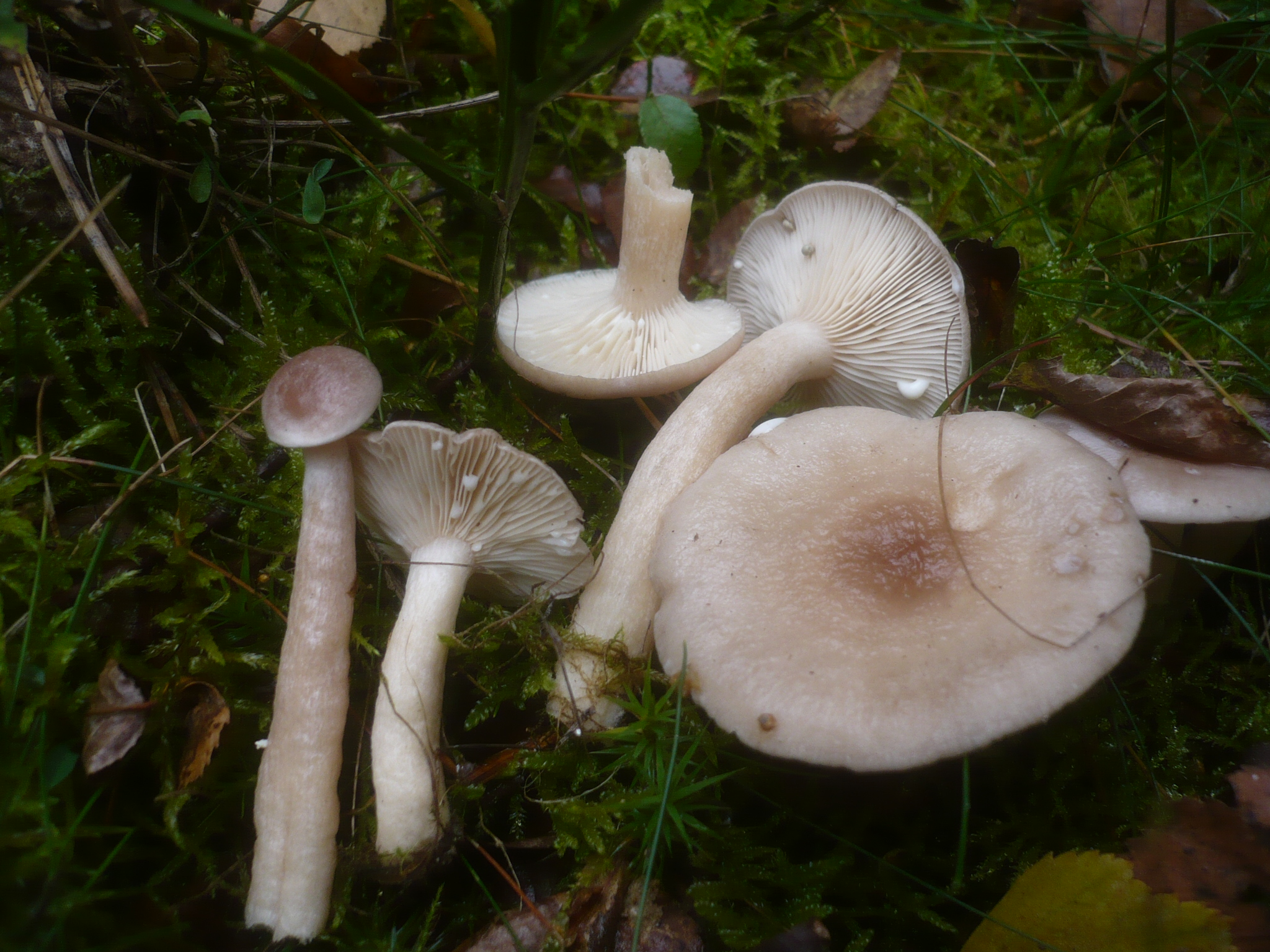
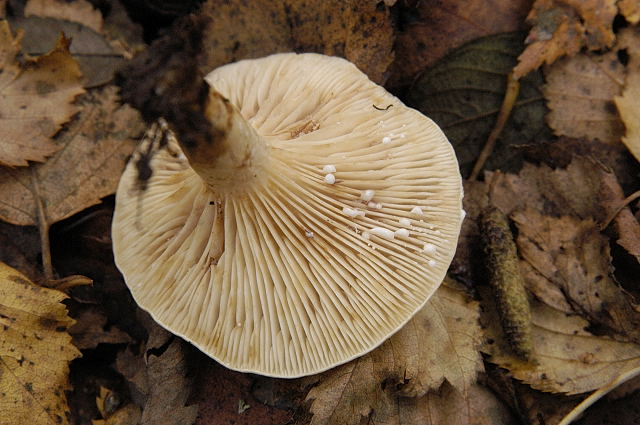
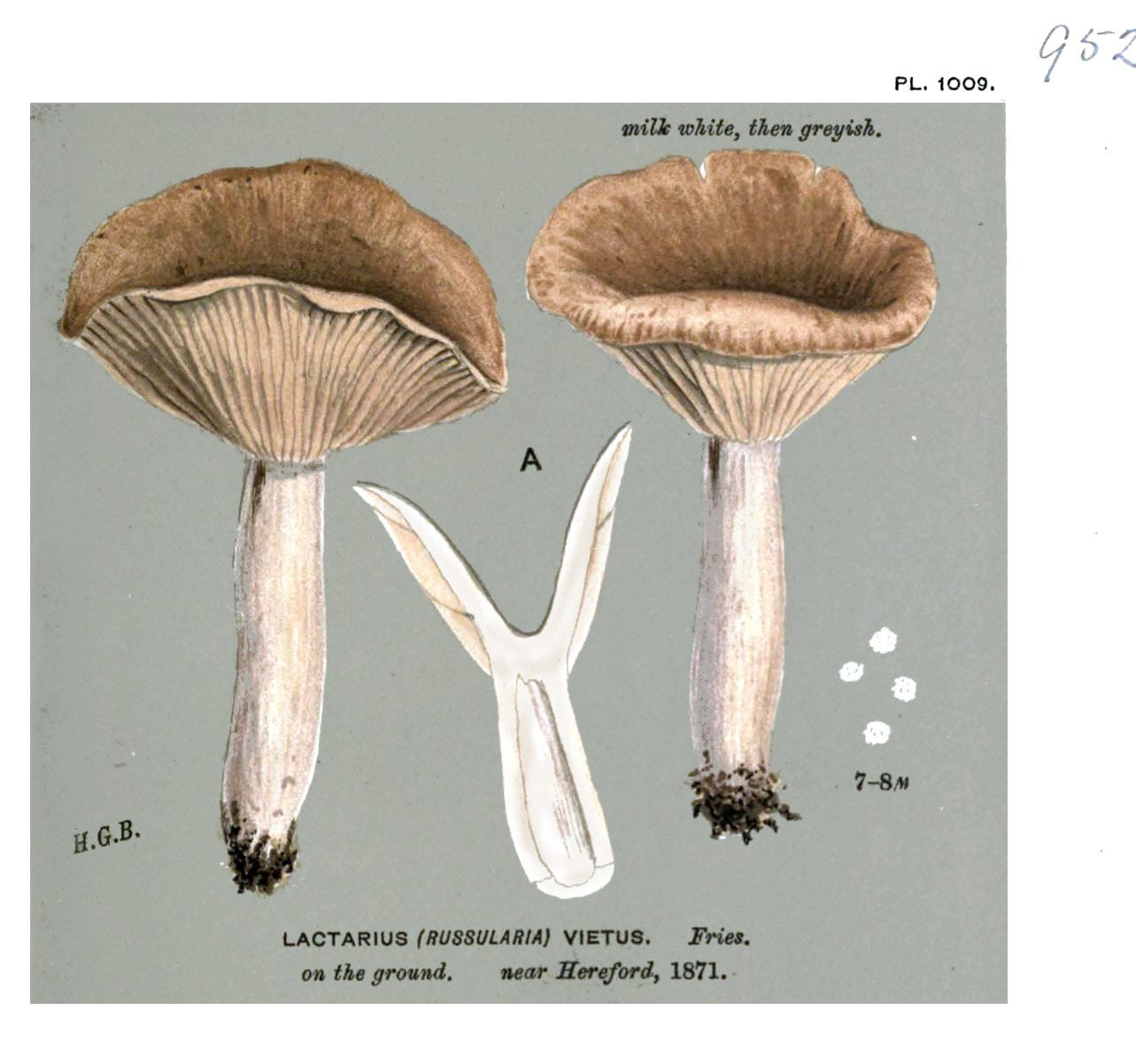

Nem ehető. 